# Astragalus cysticalyx
Astragalus cysticalyx är en ärtväxtart som beskrevs av Carl Friedrich von Ledebour. Astragalus cysticalyx ingår i släktet vedlar, och familjen ärtväxter. Inga underarter finns listade i Catalogue of Life.